# Перепёлкин, Илларион Евдокимович
Илларион Евдокимович Перепёлкин (24 апреля 1895 года, деревня Старые Тойси, Буинский уезд, Симбирская губерния — 9 октября 1969 года, деревня Старые Тойси, Чкаловский район, Чувашская АССР) — бригадир колхоза «Гвардеец» Чкаловского района Чувашской АССР. Герой Социалистического Труда (1948).

## Биография
Родился в 1895 году в крестьянской семье в деревне Старые Тойси. Обучался в местной церковно-приходской школе. С 1931 года — рядовой колхозник, с 1933 года — бригадир полеводческой бригады, с 1938 года — заместитель председателя колхоза «Звезда» (с 1944 года — «Гвардеец») Чкаловского района. С 1941 года участвовал в Великой Отечественной войне. В 1945 году демобилизовался и возвратился в родную деревню, где продолжил трудиться в колхозе «Гвардеец». Первое время трудился бухгалтером, потом возглавлял полеводческую бригаду № 6.
В 1947 году бригада Иллариона Перепёлкина получила высокий урожай зерновых, собрав с каждого гектара в среднем по 31,9 центнеров пшеницы на участке площадью 21,5 гектаров. Указом Президиума Верховного Совета СССР от 19 марта 1948 года «за получение высоких урожаев пшеницы и ржи в 1947 году» удостоен звания Героя Социалистического Труда с вручением Ордена Ленина и золотой медали Серп и Молот.
После выхода на пенсию проживал в родном селе, где скончался в октябре 1969 года.